# Прендоцинек (Мазовецьке воєводство)
Прендоцинек (пол. Prędocinek) — село в Польщі, у гміні Ілжа Радомського повіту Мазовецького воєводства.
У 1975-1998 роках село належало до Радомського воєводства.